# 2. Lig 2018
La 2. Lig 2018 è la 9ª edizione del campionato di football americano di secondo livello, organizzato dalla TBSF.

## Squadre partecipanti
| Club                     | Città          | Stadio | Sponsor ufficiale | Risultato nella stagione 2017 |
| ------------------------ | -------------- | ------ | ----------------- | ----------------------------- |
| Antalyaspor              | Adalia         |        |                   |                               |
| Bandırma Jets            | Bandırma       |        |                   |                               |
| Ege Dolphins             | Smirne         |        |                   |                               |
| Gazi Warriors            | Ankara         |        |                   |                               |
| Hacettepe Red Deers      | Ankara         |        |                   |                               |
| Kocatepe Victory Walkers | Afyonkarahisar |        |                   |                               |
| Mersin Mustangs          | Mersin         |        |                   |                               |
| Okan Buffalos            | Istanbul       |        |                   |                               |
| Sabancı Seahawks         | Istanbul       |        |                   |                               |

## Stagione regolare

### Calendario
Tutti i punteggi di 25-0 sono stati assegnati a tavolino.

#### 1ª giornata
| Adalia 24 febbraio 2018, ore 13:00 | Antalyaspor | 25 – 0 | Sabancı Seahawks | Atilla Vehbi Konuk Tesisleri |

| Smirne 24 febbraio 2018, ore 18:00 | Ege Dolphins | 0 – 25 | Hacettepe Red Deers | Campo laterale dello Stadio Atatürk |

| Ankara 25 febbraio 2018, ore 12:30 | Gazi Warriors | 39 – 0 | Mersin Mustangs | Campo dell'Università Gazi |

#### 2ª giornata
| Mersin 3 marzo 2018, ore 12:00 | Mersin Mustangs | 6 – 36 | Antalyaspor | Mersin Yenişehir Halısaha |

| Afyonkarahisar 4 marzo 2018, ore 14:00 | Kocatepe Victory Walkers | 0 – 12 | Gazi Warriors | Afyonkarahisar Spor Kompleksi |

| Istanbul 4 marzo 2018, ore 17:00 | Okan Buffalos | 6 – 52 | Bandırma Jets | Pendik Çamlık Spor Tesisleri |

#### 3ª giornata
| Istanbul 17 marzo 2018, ore 17:00 | Okan Buffalos | 0 – 40 | Ege Dolphins | Pendik Çamlık Spor Tesisleri |

| Balıkesir 18 marzo 2018, ore 11:00 | Bandırma Jets | 8 – 14 | Hacettepe Red Deers | Edincik Sahası |

| Kocaeli 18 marzo 2018, ore 12:00 | Sabancı Seahawks | 26 – 16 | Kocatepe Victory Walkers | Darıca Nene Hatun Stadı |

#### 4ª giornata
| Smirne 24 marzo 2018, ore 15:00 | Ege Dolphins | 8 – 14 | Antalyaspor | Kemalpaşa Armutlu Sahası |

| Ankara 25 marzo 2018, ore 13:00 | Gazi Warriors | 40 – 6 | Okan Buffalos | Campo dell'Università Gazi |

| Mersin 25 marzo 2018, ore 14:30 | Mersin Mustangs | 26 – 32 | Sabancı Seahawks | Mersin Yenişehir Halısaha |

#### 5ª giornata
| Eskişehir 31 marzo-1º aprile 2018 | Bandırma Jets | 25 – 0 | Mersin Mustangs |  |

| Adalia 1º aprile 2018, ore 12:00 | Antalyaspor | 12 – 19 | Gazi Warriors | Atilla Vehbi Konuk Tesisleri |

| Ankara 1º aprile 2018, ore 12:00 | Hacettepe Red Deers | 30 – 10 | Kocatepe Victory Walkers | Beytepe Stadı |

#### 6ª giornata
| Istanbul 21 aprile 2018, ore 10:00 | Sabancı Seahawks | 14 – 25 | Gazi Warriors | Yıldız Teknik Üniversitesi- Davutpaşa Kampüsü |

| Smirne 21 aprile 2018, ore 15:00 | Ege Dolphins | 0 – 16 | Bandırma Jets | Kemalpaşa Armutlu Sahası |

| Afyonkarahisar 21 aprile 2018, ore 19:00 | Kocatepe Victory Walkers | 16 – 6 | Antalyaspor | Afyonkarahisar Spor Kompleksi |

| Ankara 22 aprile 2018, ore 14:00 | Hacettepe Red Deers | 39 – 0 | Okan Buffalos | Beytepe Stadı |

#### 7ª giornata
| Afyonkarahisar 5 maggio 2018, ore 12:00 | Kocatepe Victory Walkers | 44 – 2 | Okan Buffalos |  |

| Adalia 5-6 maggio 2018 | Antalyaspor | 20 – 14 | Bandırma Jets |  |

| Mersin 5-6 maggio 2018 | Mersin Mustangs | 25 – 0 | Ege Dolphins |  |

| Ankara 5-6 maggio 2018 | Hacettepe Red Deers | 26 – 10 | Sabancı Seahawks |  |

#### 8ª giornata
| Istanbul 19-20 maggio 2018 | Okan Buffalos | 25 – 0 | Mersin Mustangs |  |

| Istanbul 19-20 maggio 2018 | Sabancı Seahawks | 25 – 0 | Ege Dolphins |  |

| Balıkesir 19 maggio 2018, ore 16:00 | Bandırma Jets | 16 – 14 | Kocatepe Victory Walkers | Edincik Sahası |

| Ankara 20 maggio 2018, ore 17:00 | Gazi Warriors | 29 – 13 | Hacettepe Red Deers |  |

### Classifica
Le classifiche della regular season sono le seguenti:
- PCT = percentuale di vittorie, G = partite giocate, V = partite vinte,  P = partite perse, PF = punti fatti, PS = punti subiti

| Pos. | Squadra                  | PCT   | G | V | N | P | PF  | PS  |
| ---- | ------------------------ | ----- | - | - | - | - | --- | --- |
| 1    | Gazi Warriors            | 1.000 | 6 | 6 | 0 | 0 | 164 | 45  |
| 2    | Hacettepe Red Deers      | .833  | 6 | 5 | 0 | 1 | 147 | 57  |
| 3    | Antalyaspor              | .667  | 6 | 4 | 0 | 2 | 113 | 63  |
| 4    | Bandırma Jets            | .667  | 6 | 4 | 0 | 2 | 131 | 54  |
| 5    | Sabancı Seahawks         | .500  | 6 | 3 | 0 | 3 | 107 | 118 |
| 6    | Kocatepe Victory Walkers | .333  | 6 | 2 | 0 | 4 | 100 | 92  |
| 7    | Okan Buffalos            | .167  | 6 | 1 | 0 | 5 | 39  | 215 |
| 8    | Mersin Mustangs          | .167  | 6 | 1 | 0 | 5 | 57  | 157 |
| 9    | Ege Dolphins             | .167  | 6 | 1 | 0 | 5 | 48  | 105 |

## Playoff

### Tabellone
|  | Semifinali | Semifinali          | Semifinali |                     |   | Final         | Final | Final |  |
|  |            |                     |            |                     |   |               |       |       |  |
|  | 1          | Gazi Warriors       | 42         |                     |   |               |       |       |  |
|  | 1          | Gazi Warriors       | 42         |                     |   |               |       |       |  |
|  | 4          | Bandırma Jets       | 6          |                     |   |               |       |       |  |
|  | 4          | Bandırma Jets       | 6          |                     | 1 | Gazi Warriors | 42    |       |  |
|  |            |                     |            |                     | 1 | Gazi Warriors | 42    |       |  |
|  |            |                     | 2          | Hacettepe Red Deers | 0 |               |       |       |  |
|  | 2          | Hacettepe Red Deers | 2          | Hacettepe Red Deers | 0 | 10            |       |       |  |
|  | 2          | Hacettepe Red Deers |            |                     |   |               |       |       |  |
|  | 3          | Antalyaspor         | 2          |                     |   |               |       |       |  |

### Semifinali
| Istanbul 3 giugno 2018 | Gazi Warriors | 42 – 6 | Bandırma Jets |  |

| Ankara 3 giugno 2018 | Hacettepe Red Deers | 10 – 2 | Antalyaspor |  |

### Final
| Ankara 9 giugno 2018 | Gazi Warriors | 42 – 0 | Hacettepe Red Deers |  |

## Verdetti
- Gazi Warriors Vincitori della 2. Lig 2018